# 江國滋
江國 滋（えくに しげる、1934年8月14日 - 1997年8月10日）は、東京出身の演芸評論家、エッセイスト、俳人。俳号は滋酔郎。
長女は小説家の江國香織。

## 来歴・人物
小学校は慶應義塾幼稚舎であったが、1945年秋、東京から静岡県庵原郡蒲原町（現在の静岡市清水区）に転校して徹底的ないじめを受ける。当時の経験を後に「怨み骨髄、あのときのいじめの下手人たちの顔も名前も身体的特徴も、いまだに忘れていない」と語り、文筆家になってからも紀行文の中で当時の恨みつらみを吐露している。
静岡県立清水東高等学校を経て慶應義塾大学法学部政治学科を卒業した。卒業後は新潮社に入社して、十年間『週刊新潮』の編集部にいたが、1966年に退社。安藤鶴夫が企画した雑誌『寄席fan』の編集にたずさわるが、3号で廃刊。以降、文筆業に専念した。
初の単行本『落語手帖』以来、初期は演芸評論を主に行う。その後、随筆や紀行文を書くようになる。また、東横落語会、東京落語会（NHKが主催）の企画委員もつとめた。
1969年に小沢昭一、永六輔らとともに、東京やなぎ句会を発足。俳人としては、俳諧味に溢れた軽妙な作風で知られ、殊に挨拶句の名手として知られた。また長年『日本経済新聞』の投句欄「日経俳壇」の選者を務めた。俳句に関しては独学に近く特定の師を持たなかったが、鷹羽狩行とは親交が深く添削なども受けていた。
1989年の『日本語八つ当たり』で小林よしのりの漫画『おぼっちゃまくん』の「茶魔語」を批判的に書き、小林とテレビ番組で対決したことが『ゴーマニズム宣言』の前身「おこっちゃまくん」（第1巻に収録）に書かれている。
アマチュアのマジシャンとしても有名で、ナポレオンズに「江國さんのカードマジックは話術まで入れたら世界一だ」と誉められたことを大変喜んでいた。
FM東京（現 TOKYO FM）の番組『FMモーニング東京』の書評コーナー「江國滋の読書の散歩道」などでも知られる。将棋も趣味であり、「将棋ペンクラブ大賞」の選考委員を1995年・1996年に務めていた（1983年の第41期名人戦＜加藤一二三 - 谷川浩司＞の観戦記も担当）。
1997年春に食道癌と診断され、手術を受けたが、この手術の合併症により、同年8月10日に死去。享年62。闘病中の句集『癌め』及び俳句日記『おい癌め酌みかはさうぜ秋の酒』が没後に出版される。

## 著作リスト
- 『落語手帖』（普通社 1961年） のち旺文社文庫、ちくま文庫
- 『落語美学』（東京書房 1965年） 同、同
- 『落語無学』（東京書房 1969年） 同
- 『絵本・落語風土記』（青蛙房 1970年） のち河出文庫
- 『現代たれんと気質』（三一書房 1970年）
- 『人間山脈』（藝術生活社 1972年） 「絵のない似顔絵」旺文社文庫
- 『阿呆旅行』（新潮社 1973年） のち文庫
- 『東京探検』（藝術生活社 1973年）
- 『語録・編集鬼たち』（産業能率短期大出版部 1973年） 「鬼たちの勲章」旺文社文庫
- 『遊び本位』（北洋社 1974年） のち旺文社文庫
- 『男女驚学』（徳間書店 1976年） のち旺文社文庫
- 『にっちもさっちも』（朝日新聞社 1978年） のち文庫
- 『落語への招待』（朝日選書 1978年） のち文庫
- 『読書日記』（正続 朝日新聞社 1979年-1981年）
- 『杖の夢』（朝日新聞社 1981年）
- 『江国滋の「話がご馳走」』（講談社 1981年）
- 『旅はプリズム』（朝日新聞社 1982年）
- 『アメリカ阿呆旅行わん・つう・すりー』（文藝春秋 1983年） のち文庫
- 『俳句とあそぶ法』（朝日新聞社 1984年） のち文庫
- 『旅はパレット』（新潮社 1984年）
- 『トラキチ男泣き日記』（文藝春秋 1985年）
- 『神の御意 - 滋酔郎句集』（永田書房 1986年）
- 『江国滋俳句館』（朝日新聞社 1986年） 「滋酔郎俳句館」文庫
- 『スペイン絵日記』（新潮社 1986年）
- 『旅ゆけば俳句』（1986年 日本交通公社出版事業局） のち新潮文庫
- 『俳句旅行のすすめ』（朝日新聞社 1988年） のち文庫
- 『にんげんスケッチブック』（毎日新聞社 1988年）
- 『きまぐれ歳時記』（朝日新聞社 1989年）
- 『季のない季寄せ』（富士見書房 1989年）
- 『日本語八ツ当り』（新潮社 1989年） のち文庫
- 『旅券は俳句』（新潮社 1990年）
- 『伯林感傷旅行 旅券は俳句』（新潮社 1991年）
- 『慶弔俳句日録』（新潮社 1992年）
- 『英国こんなとき旅日記』（新潮社 1992年）
- 『寝るには早すぎる』（実業之日本社 1992年）
- 『書斎の寝椅子』（正続 岩波書店 1993年-1996年）
- 『スイス吟行』（新潮社 1993年）
- 『名画とあそぶ法』（朝日新聞社 1993年）
- 『微苦笑俳句コレクション』（正続 実業之日本社 1994年-1995年）
- 『挨拶がいっぱい 慶弔俳句日録'92〜'93』（新潮社 1994年）
- 『ラプソディー・イン・アメリカ』（新潮社 1994年）
- 『慶弔俳句日録 1994〜95』（新潮社 1996年）
- 『イタリアよいとこ』（新潮社 1996年）
- 『あそびましょ』（新しい芸能研究室 1996年）
- 『きょうという日は 江國滋の絵ごよみ』春夏秋冬（美術年鑑社 1997年）
- 『癌め』（富士見書房 1997年） のち角川文庫
- 『おい癌め酌みかはさうぜ秋の酒 江國滋闘病日記』（新潮社 1997年） のち文庫

### 共編著
- 「古典落語体系全８巻」責任編集・江國滋/大西信行/永井啓夫/矢野誠一/三田純一、三一書房、1969　のち三一新書　のち静山社文庫
- 「版画日本の店いろはにほへと」生悦住喜由共著 講談社 1976
- 「手紙読本」 (福武文庫) 日本ペンクラブ (編集),  1990/1 のち講談社文芸文庫
- 「日本の名随筆 (別巻61) 美談」 江国滋 (編集) 作品社– 1996/3